# Ensaio sobre os costumes e o espírito das nações
Ensaio sobre os costumes e o espírito das nações (em francês: Essai sur les mœurs et l'esprit des Nations) é uma obra do escritor, historiador e filósofo francês Voltaire, publicado pela primeira vez em 1756. A obra discute a história da Europa antes de Carlos Magno até o alvorecer da era de Luís XIV, abordando também as colônias e o Oriente.
O ensaio, composto por 197 capítulos, foi resultado de quinze anos de pesquisa por Voltaire em Cirey, Bruxelas, Paris, Lunéville, Prússia, Alsácia e Genebra.
Voltaire revisou o texto até sua morte em 1778, ampliando um apêndice com defesas da obra e respostas às críticas.

## Contexto
O Essai é uma obra da filosofia do iluminismo tanto quanto da história. Incita a rejeição ativa da superstição e da fábula e sua substituição pelo conhecimento baseado na razão. Voltaire traçou temas comuns em várias culturas e idiomas do ser humano, explicados por uma realidade compartilhada, mas também por falhas humanas compartilhadas, como superstições e sonhos, que impediam os humanos de apreciar essa realidade.
Voltaire estava reagindo contra o Discurso da História Universal, de Jacques-Bénigne Bossuet, que apresentava as nações judaico-cristãs como as mais avançadas. Em contrapartida, o Essai elogiava a China e a Índia antigas. Voltaire também tentou refutar os preconceitos sobre o mundo muçulmano, segundo o qual o Império Otomano e todos os outros estados muçulmanos eram despotismos nos quais os indivíduos não tinham direitos e nem propriedade própria. Ele respondeu que esses estados distinguem entre si, da mesma forma que os estados cristãos, pois nenhum deles tratam os súditos como escravos. Ele também destacou que o feudalismo europeu não dava aos indivíduos mais direitos do que uma pessoa típica na Turquia ou na Prússia.
Enquanto argumentava que o cristianismo não era essencial para uma sociedade civilizada e altamente moral, Voltaire rebateu escritores, incluindo Pierre Bayle, que usaram a China como exemplo de uma cultura moralmente avançada baseada no ateísmo. Apontando para a literatura clássica chinesa, incluindo Confúcio, Voltaire escreveu que todas as sociedades, incluindo a China, reconheceram um ser supremo e usaram ideias desse ser como base para a moralidade.
Voltaire depositou sua parceira intelectual Émilie du Châtelet como uma influência: ela havia criticado obras de história que eram listas maçantes de fatos. O Essai foi escrito para mostrar que a história pode ser legível e envolvente para "iluminar a alma", em vez de oprimi-la.

## Repercussão
O pregador jesuíta Claude-Adrien Nonnotte passou grande parte de sua vida se opondo à visão sobre o cristianismo que Voltaire havia adotado no Essai. A princípio, publicou no anonimato Examen critique ou Réfutation du livre des moeurs ("Exame crítico ou refutação do livro de costumes"). Nos vinte anos seguintes, ele escreveu uma sucessão de edições revisadas desta obra, que foi traduzida para o italiano, alemão, polonês e português. Voltaire, por sua vez, respondeu com críticas a Nonnotte em edições revisadas do Essai e em seus Eclaircissements historiques ("Esclarecimentos históricos").
O crítico Paul Sakmann elogiou o Essai como "em grande escala, criticamente peneirado e tratado com um espírito filosófico". Siófra Pierse em 2013 escreveu que é “um trabalho magistral de compressão, resumo, síntese e seletividade”. Saul Anton em 2012 descreveu-o como "uma obra-prima da prosa que foi pioneira em muitos dos fundamentos do estudo histórico moderno e um estilo de discurso histórico que colocou a experiência do leitor no centro".

## Edições publicadas
- "Essai sur les mœurs et l'esprit des Nations", edição crítica, em Œuvres complètes de Voltaire, (Voltaire Foundation, Oxford)
  - Volumes: 22 ISBN 978-0-7294-0874-5; 23 ISBN 978-0-7294-0946-9; 24 ISBN 978-0-7294-0974-2; 25 ISBN 978-0-7294-0975-9; 26A ISBN 978-0-7294-0976-6; 26B ISBN 978-0-7294-0977-3; 26C ISBN 978-0-7294-1145-5.
- "Essai sur les mœurs et l'esprit des Nations et sur les principaux faits de l'histoire depuis Charlemagne jusqu'à Louis XIII." editado por René Pomeau (1990) em 2 volumes (Garnier frères, Paris) OCLC 70306666.